# Cupha disjuncta
Cupha disjuncta är en fjärilsart som beskrevs av Gustav Weymer 1885. Cupha disjuncta ingår i släktet Cupha och familjen praktfjärilar. Inga underarter finns listade i Catalogue of Life.